# PARTY PARTY 〜Thelma Remix〜
『PARTY PARTY 〜Thelma Remix〜』（パーティー・パーティー テルマ・リミックス）は、青山テルマの1作目のリミックスアルバムである。2008年12月10日リリース。

## 概要
- 1作目のアルバム『DIARY』のリミックスアルバム。しかし、そのアルバムからの「そばにいるね feat. Soulja」のリミックスはない。
- 5作目のシングル「大っきらい でもありがと」と同時発売された。

## 収録曲
1. HIGHER MAKAI Remix
  - 作詞：青山テルマ／作曲：3rd Productions／編曲：MAKAI
2. ママへ Kentaro Takizawa Remix
  - 作詞：青山テルマ・Kana／作曲：Kana／編曲：瀧澤賢太郎
3. リズム Yasutaka Nakata (capsule) Remix
  - 作詞：3rd Productions／作曲：3rd Productions／編曲：中田ヤスタカ (capsule)
4. Paradise SUGIURUMN Remix
  - 作詞：青山テルマ／作曲：青山テルマ・3rd Productions／編曲：SUGIURUMN
5. DIARY A Hundred Birds Remix
  - 作詞：3rd Productions／作曲：3rd Productions／編曲：A Hundred Birds
6. このままで Jazztronik Remix
  - 作詞：H.U.B／作曲：Hitoshi Harukawa／編曲：Jazztronik
7. Last Letter FreeTEMPO Remix
  - 作詞：青山テルマ・3rd Productions／3rd Productions／編曲：FreeTEMPO
8. ONE WAY M-Swift Broken Beat mix
  - 作詞：青山テルマ・3rd Productions／3rd Productions／編曲：M-Swift